# Polizeiruf 110: Farbwechsel
Farbwechsel ist ein deutscher Kriminalfilm von Hans Erich Viet aus dem Jahr 2007. Der Fernsehfilm erschien als 288. Folge der Filmreihe Polizeiruf 110. Der Kommissar Hinrichs ermittelt in seinem 28. Fall. Für seinen Kollegen Tellheim ist es der 4. Fall.

## Handlung
Die Kommissare Jens Hinrichs und Markus Tellheim haben derzeit nur kleine Delikte zu klären, die irgendwie zusammengehören könnten. In zwei türkischen Imbissbuden hatte es fast zeitgleich gebrannt. In Betracht kommen rechtsradikale Gruppen, gegen die sie aber ohne konkrete Beweise nichts unternehmen können. Bereits am nächsten Tag kommt in einem Lagerhaus ein Lieferant ums Leben. Auf den ersten Blick erscheint das Ganze wie ein Unfall. Der Gabelstapler stürzte um und der Fahrer Rene Grasberg wurde unter einem Palettenstapel begraben. Die Kommissare Hinrichs und Tellheim ermitteln allerdings wegen Mordes, denn es gibt Tatmotive und Ungereimtheiten am Unglücksort. Hinrichs hatte selbst miterlebt, wie sich tags zuvor der vietnamesische Restaurantbetreiber Giang Nguyen mit dem Opfer gestritten hatte. Verdächtig ist auch der Lagergehilfe Joku, der jedoch keinen festen Wohnsitz hat und deshalb noch nicht befragt werden kann.
Die rechtsmedizinische Untersuchung gibt den Kommissaren recht, denn das Opfer weist Schlagspuren auf dem Rücken auf. Tellheim tippt auf den Schutzgelderpresser Harry Wendt, dazu würden auch die Vorfälle der Imbissbetreiber passen. Er hat mit ihm noch eine alte Rechnung offen, denn seine Schwester war in diese Kreise geraten und dabei zu Tode gekommen. Als er erfährt, dass der elfjährige Sohn von Giang Nguyen einem Brandanschlag zum Opfer gefallen war und derzeit im Krankenhaus liegt, nährt dies seine Vermutung. Hinrichs ist jedoch der Meinung, dass die rechtsradikale Gruppierung des Ortes dahintersteckt. Seltsamerweise haben beide Kommissare recht. Seit Jahren gibt es einen sehr aktiven „Heimatverein“ unter Leitung des Immobilienmaklers Ommer, der sich angeblich mit einem „Wachschutz“ gegen die ausländische Schutzgeldmafia wehren will. So kommen die Ermittler dahinter, dass der sogenannte „Heimatverein“ selbst Schutzgelder erpresst und die Rechtsradikalen die Handlanger von Ommer sind.
Hinrichs und Tellheim können Minh Nguyen dazu bewegen auszusagen, denn er war unfreiwillig Zeuge der Brandanschläge gegen die Imbissbetreiber geworden. Die Männer hatten ihn zusammengeschlagen und seine Haare angezündet. Nun sagt auch sein Vater endlich aus, der durch die Vorgänge eingeschüchtert war. Er hatte sich seinem Freund Grasberg anvertraut, dass er seit einiger Zeit „Spenden“ an den Heimatverein zu zahlen hat. Grasberg wurde wütend und wollte sich Ommer vorknöpfen, der daraufhin seine Schlägertruppe gegen Grasbergs einsetzte. Der Lagergehilfe Joku hatte alles mitangesehen und sich deshalb all die Tage versteckt gehalten. Als Hinrichs und Tellheim ihn ausfindig machen, ist er bereit, gegen die Schläger auszusagen.

## Hintergrund
Farbwechsel wurde am 2. September 2007 im Ersten zur Hauptsendezeit erstmals ausgestrahlt.

## Kritik
Rainer Tittelbach von tittelbach.tv findet: „Harter Tobak war dieser Krimi aus dem beschaulichen MeckPomm – ähnlich hart wie die Nachrichten aus der ostdeutschen Provinz. Doch die Brisanz des Stoffes war es nicht allein, die ‚Farbwechsel‘ von Hans-Erich Viet zu einem weitgehend gelungenen ‚Polizeiruf‘ machten.“
Bei Kino.de findet Tilmann P. Gangloff ebenfalls lobende Worte und meint: „Es gibt vermutlich nicht viele Gründe, dem Fernsehen der DDR heute noch dankbar zu sein; aber die Krimireihe ‚Polizeiruf 110‘ hat dem ARD-Programm ohne Frage gut getan. Gerade die Filme aus München (BR) und Schwerin (NDR) sind oft besser als jeder ‚Tatort‘, weil die Konzepte nicht so starr und die Autoren freier im Spiel mit den Figuren sind.“
Die Kritiker der Fernsehzeitschrift TV Spielfilm vergaben die bestmögliche Wertung (Daumen nach oben) und nannten Farbwechsel „ein Highlight des Schweriner Polizeirufs“.